# Oddrúnargrátr

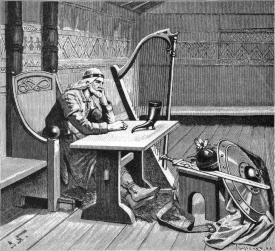
Gunnarr, el amor prohibido de Oddrún.

Oddrúnargrátr ("El lamento de Oddrún") o Oddrúnarkviða ("Poema de Oddrún") es un poema de la Edda poética, encontrado en el manuscrito islandés Codex Regius, donde viene a continuación de Guðrúnarkviða III y es precedido por Atlakviða.
El contenido principal del poema es el lamento de Oddrún, hermana de Atli, por Gunnar, su amor prohibido. El poema está bien preservado y se piensa que es una composición relativamente tardía, quizás del siglo XI. La métrica de la composición es fornyrðislag.